# Połtawska Rada Obwodowa

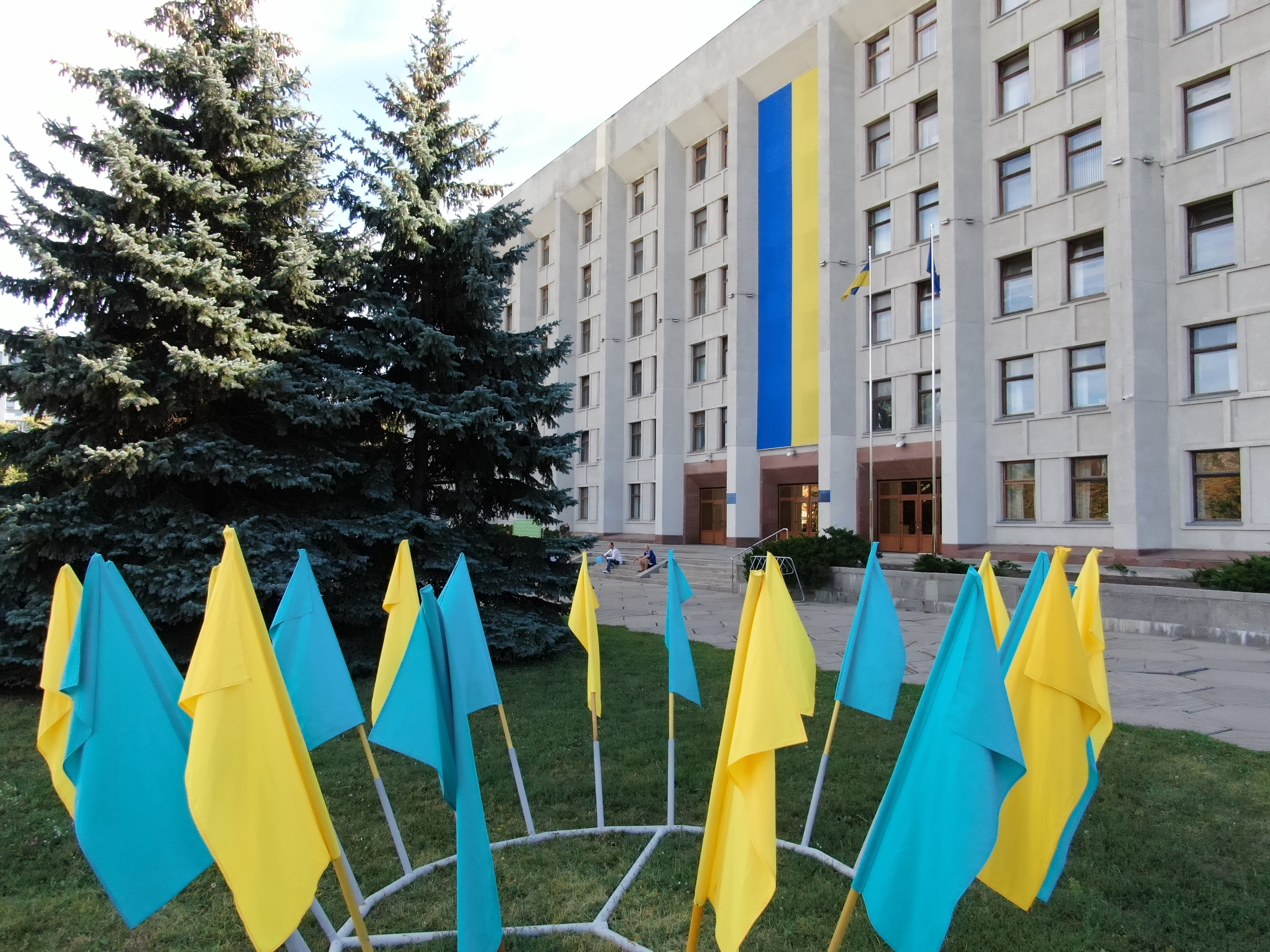
Budynek rady obwodowej

Połtawska Rada Obwodowa (ukr. Полтавська обласна рада) – organ obwodowego samorządu terytorialnego w obwodzie połtawskim Ukrainy, reprezentujący interesy mniejszych samorządów – rad rejonowych, miejskich, osiedlowych i wiejskich, w ramach konstytucji Ukrainy oraz udzielonych przez rady upoważnień. Siedziba Rady znajduje się w Połtawie.

## Przewodniczący Rady
- Wołodymyr Marczenko (od 20 kwietnia 2010)
- Iwan Momot (od 18 listopada 2010 do 22 lutego 2014)
- Petro Worona (od 24 lutego 2014)